# سانمنشیا
سانمنشیا (به لاتین: Sanmenxia) یک شهر مرکزی در جمهوری خلق چین است که در استان هنان واقع شده‌است. سانمنشیا ۹٬۹۳۶٫۶۵ کیلومترمربع مساحت و ۲٬۲۳۴٬۰۱۸ نفر جمعیت دارد و ۳۷۶ متر بالاتر از سطح دریا واقع شده‌است.